# Liste der Kulturdenkmäler in Ersfeld
In der Liste der Kulturdenkmäler in Ersfeld sind alle Kulturdenkmäler der rheinland-pfälzischen Gemeinde Ersfeld aufgelistet. Grundlage ist die Denkmalliste des Landes Rheinland-Pfalz (Stand: 4. Mai 2023).

## Einzeldenkmäler
| Bezeichnung | Lage                | Baujahr | Beschreibung                                                  | Bild            |
| ----------- | ------------------- | ------- | ------------------------------------------------------------- | --------------- |
| Wohnhaus    | Am Peschbach 8 Lage | 1758    | Wohnstallhaus; Fachwerkbau, teilweise massiv, 18. Jahrhundert | Fotos hochladen |